# Condado de Kisumu

El condado de Kisumu es uno de las tres ciudades-condados de Kenia, los otros dos son Nairobi y Mombasa. En total, hay 47 condados en Kenia. Sus fronteras siguen las del distrito original de Kisumu, uno de los antiguos distritos administrativos de la antigua provincia de Nyanza en el oeste de Kenia. Su capital es la ciudad de Kisumu. Tiene una población de 968 909 habitantes (2009). El área de tierra del condado de Kisumu totaliza 2085,9 km² .
Los vecinos del condado de Kisumu son el condado de Siaya al oeste, el condado de Vihiga al norte, el condado de Nandi al noreste y el condado de Kericho al este. Su vecino al sur es el condado de Nyamira y el condado de Homa Bay está al sudoeste. El condado tiene una costa en el Lago Victoria, ocupando el norte, el oeste y una parte de las costas del sur del Golfo de Winam.
- Datos: Q1743809
- Multimedia: Kisumu County / Q1743809